# Łukasz Kos
Łukasz Kos (ur. 1970 w Warszawie) – polski reżyser teatralny żydowskiego pochodzenia.

## Życiorys
Urodził się w Warszawie w rodzinie polsko-żydowskiej. Jego rodzicami byli Bohdan Kos, fizyk, filozof i poeta oraz Ninel Kameraz-Kos, malarka, badaczka obyczajów Żydów polskich. Brat Mateusz jest rabinem. Jego dziadkiem był Chaskiel Kameraz, działacz komunistyczny.
W 1989 roku ukończył III Liceum Ogólnokształcące im. gen. Józefa Sowińskiego w Warszawie. Studiował na Wydziale Wiedzy o Teatrze Akademii Teatralnej im. Aleksandra Zelwerowicza w Warszawie. W latach 1989–1992 podróżował po Polsce z prywatnym teatrem im. Kici Koci Zbigniewa Micha i Wojciecha Królikiewicza. W 1999 ukończył studia na Wydziale Reżyserii Dramatu Państwowej Wyższej Szkoły Teatralnej im. Ludwika Solskiego w Krakowie.
W latach 2001–2002 był reżyserem w Teatrze Nowym w Łodzi, a w latach 2006–2007 był konsultantem programowym w Teatrze Powszechnym w Warszawie.

## Życie prywatne
Razem z aktorką Joanną Niemirską ma trójkę dzieci, syna Ezrę oraz córki Remę i Ninel.

## Kariera
| Teatr Ludowy w Krakowie - 1998: Dziady cz.III. Cela Konrada (wraz z Markiem Wroną) Teatr Dramatyczny w Warszawie - 2000: Zazum Teatr Nowy w Łodzi - 2001: Beztlenowce - 2001: Go-Go czyli neurotyczna... - 2002: Mężczyzna, który pomylił... - 2002: Kurka wodna Teatr Polski we Wrocławiu - 2003: Od dziś będziemy dobrzy Teatr Narodowy w Warszawie - 2004: Koronacja Teatr Rozmaitości w Warszawie - 2004: Sny Krakowski Teatr Scena STU - 2005: Go-Go, czyli neurotyczna... Teatr Lalka w Warszawie - 2005: Sklep z zabawkami Teatr Wielki w Warszawie-Opera Narodowa - 2006: Zapiski tego, który zniknął - 2006: Sonety Szekspira Teatr Studyjny PWSFTviT w Łodzi - 2006: Paw królowej Teatr Powszechny w Warszawie - 2006: Nadobnisie i Koczkodany Teatr Konsekwentny w Warszawie - 2007: Someone who`ll watch over me Teatr im. Norwida w Jeleniej Górze - 2007: Klątwa Teatr Nowy w Warszawie - 2016: Piotruś Pan | Stary Teatr w Krakowie - 1997: Klątwa - 1997: Burza PWST w Warszawie - 1994: Letnicy PWST w Warszawie - 1994: Letnicy |

## Nagrody
- 2001: Złota Maska dla najlepszego reżysera sezonu za „Beztlenowce” w Teatrze Nowym w Łodzi
- 2002: Nagroda Publiczności i 1. sakiewka jurora za reżyserię przedstawienia „Beztlenowce” Ingmara Villqista w Teatrze Nowym w Łodzi na V Ogólnopolskim Festiwalu Sztuki Reżyserskiej „Interpretacje”
- 2003: nagroda za reżyserię spektaklu „Kurka wodna” Witkiewicza w Teatrze Nowym w Łodzi na XXVIII OKT
- 2003: nagroda za reżyserię spektaklu „Od dziś będziemy dobrzy” Pawła Sali w Teatrze Polskim we Wrocławiu na III Festiwalu Dramaturgii Współczesnej w Zabrzu
- 2004: nagroda za „wrażliwą i skuteczną pracę nad tekstem i aktorem” w przedstawieniu „Koronacja” Marka Modzelewskiego w Teatrze Narodowym w Warszawie na IV Festiwalu Dramaturgii Współczesnej „Rzeczywistość przedstawiona”
- 2005: nagroda za inscenizację i reżyserię przedstawienie „Sklep z zabawkami” Alexandru Popescu w Teatrze Lalka w Warszawie na XII Międzynarodowych Spotkaniach Teatrów Lalek
- 2006: „ATEST – Świadectwo Wysokiej Jakości i Poziomu Artystycznego” za rok 2005 za przedstawienie „Sklep z zabawkami” w Teatrze Lalka w Warszawie